# Confide in Me (album)
 Confide in Me  kompilacijski je album australske pjevačice Kylie Minogue objavljen u izdanju diskografske kuće Deconstruction Records 2001. godine. Na njemu je 6 pjesama s albuma Kylie Minogue iz 1994. godine i sve pjesme osim Breathe s albuma Impossible Princess iz 1997. godine.

## Popis pjesama
KM znači da je pjesma s albuma Kylie Minogue, a IP da je s albuma Impossible Princess
1. "Put Yourself in My Place" (Jimmy Harry) – 4:56 KM
2. "Some Kind of Bliss" (James Dean Bradfield, Kylie Minogue, Sean Moore) – 4:16 IP
3. "Surrender" (Devaux) – 4:27 KM
4. "If I Was Your Lover" (Harry) – 4:47 KM
5. "Limbo" (Dave Ball, Minogue, Ingo Vauk) – 4:07 IP
6. "Did It Again" (Steve Anderson, Minogue, Dave Seaman) – 4:24 IP
7. "Through the Years" (Ball, Minogue, Vauk) – 4:22 IP
8. "Too Far" (Minogue) – 4:46 IP
9. "Say Hey" (Minogue) – 	3:40 IP
10. "Time Will Pass You By" (Dino Fekaris) – 5:28 KM
11. "Cowboy Style" (Anderson, Minogue, Seaman) – 4:48 IP
12. "Falling" (Neil Tennant) – 6:46 KM
13. "I Don't Need Anyone" (Bradfield, Nick Jones,  Minogue) – 3:15 IP
14. "Dreams" (Anderson, Minogue, Seaman) – 3:46 IP
15. "Jump" (Rob Dougan,  Minogue) – 4:05 IP
16. "Drunk" (Anderson, Minogue, Seaman) – 4:01 IP
17. "Confide in Me" (Anderson, Owain Barton, Dave Seaman) – 5:52 KM

## Impresum
- Dave Ball – producent
- James Dean Bradfield – producent
- Brothers in Rhythm – producent
- Rob Dougan – producent
- Dave Eringa – producent
- Jimmy Harry – aranžer, producent
- Pete Heller – producent
- M People – producent
- Ingo Vauk – producent